# 蒂勒 (马恩省)
蒂勒（法語：Thil，法語發音：[til] ⓘ）是法国马恩省的一个市镇，位于该省西北部，属于兰斯区。

## 地理
蒂勒（49°18'55"N, 3°57'45"E）面积2.11 平方千米，位于法国大東部大區马恩省，该省份为法国东北部内陆省份，北起阿登省，西北接埃纳省，西南接塞纳-马恩省，南至奥布省，东南接上马恩省，东临默兹省。
与蒂勒接壤的市镇（或旧市镇、城区）包括：库尔西、卢瓦夫尔、普永、圣蒂耶里、维莱弗朗克。

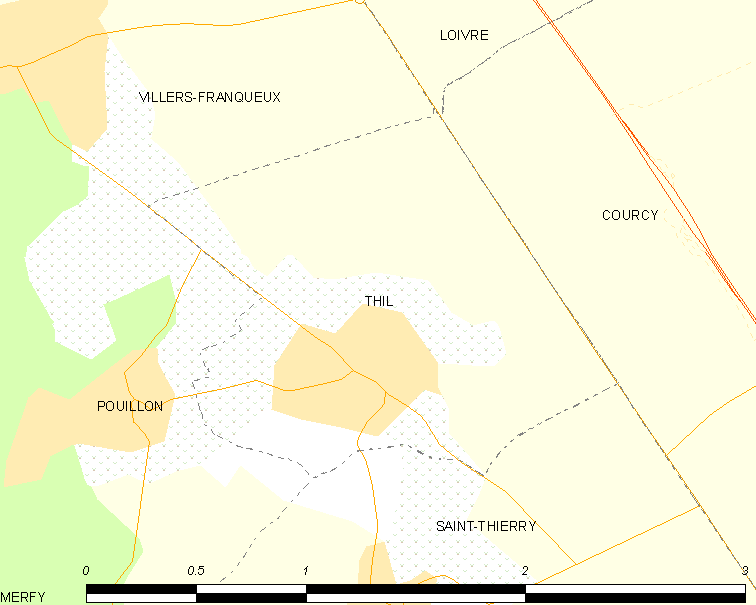
的OSM定位图

蒂勒的时区为UTC+01:00、UTC+02:00（夏令时）。

## 行政
蒂勒的邮政编码为51220，INSEE市镇编码为51568。

## 政治
蒂勒所属的省级选区为勃艮第-弗雷讷县。

## 人口

1962-2008年间人口变化图示

蒂勒于2022年1月1日时的人口数量为318人。